# Sangihespookdier
Het sangihespookdier (Tarsius sangirensis)  is een zoogdier uit de familie van de spookdiertjes (Tarsiidae). De wetenschappelijke naam van de soort werd voor het eerst geldig gepubliceerd door Adolf Bernhard Meyer in 1897.

## Voorkomen
De soort komt voor in Indonesië, op de Sangihe-eilanden.